# Площадь Металлургов (Липецк)
Пло́щадь Металлу́ргов — площадь в Левобережном округе Липецка. Находится на Новолипецке между пересечением проспекта Мира, улиц 9-го Мая и Адмирала Лазарева и тянется до комбинатоуправления (главного здания) НЛМК.
Образована 7 апреля 1961 года. Названа в честь его металлургов НЛМК.
Площадь имеет необычную форму. От пересечения проспекта Мира, улиц 9-го Мая и Адмирала Лазарева к главному зданию НЛМК тянется широкий бульвар, на востоке от которого проходит проезжая часть с трамвайными путями. От проезжей части площади с южной стороны бульвара начинаются улица Расковой и переулок Бестужева. Около комбинатоуправления разбит сквер. В нём высажены серебристые ели, а в центре устроены цветники.
В конце бульвара находится памятник металлургам, называемый в народе «чугунками».
Протяженность площади составляет 360 метров.

## Адреса
- Дом № 2 — головное здание управления Новолипецкого металлургического комбината
- Дом № 2а — музей и научно-техническая библиотека НЛМК
- Дом № 3а — поликлиника НЛМК (быв. медсанчасть)

## Транспорт
- трам. 5, 5к; авт. 7, 8, 17, 20, 27, 28, 30, 33, 33а, 306, 308к, 317, 320, 321, 322, 325, 330, 332 ост.: «Прокатная ул.», «МСЧ НЛМК», «Заводоуправление НЛМК».
- авт. 8, 17, 17а, 20, 27, 28, 30, 33, 33а, 40а, 306, 308к, 317, 321, 322, 325, 330, 332 ост.: «Пл. Металлургов».